# Chiesa di Sant'Ignazio di Loyola in Campo Marzio
La chiesa di Sant'Ignazio di Loyola in Campo Marzio (in latino S. Ignatii de Loyola in Campo Martio) è un luogo di culto cattolico di Roma; in stile barocco, è adiacente al Collegio Romano di cui era cappella universitaria e affaccia sulla caratteristica piazza Sant'Ignazio.

## Storia

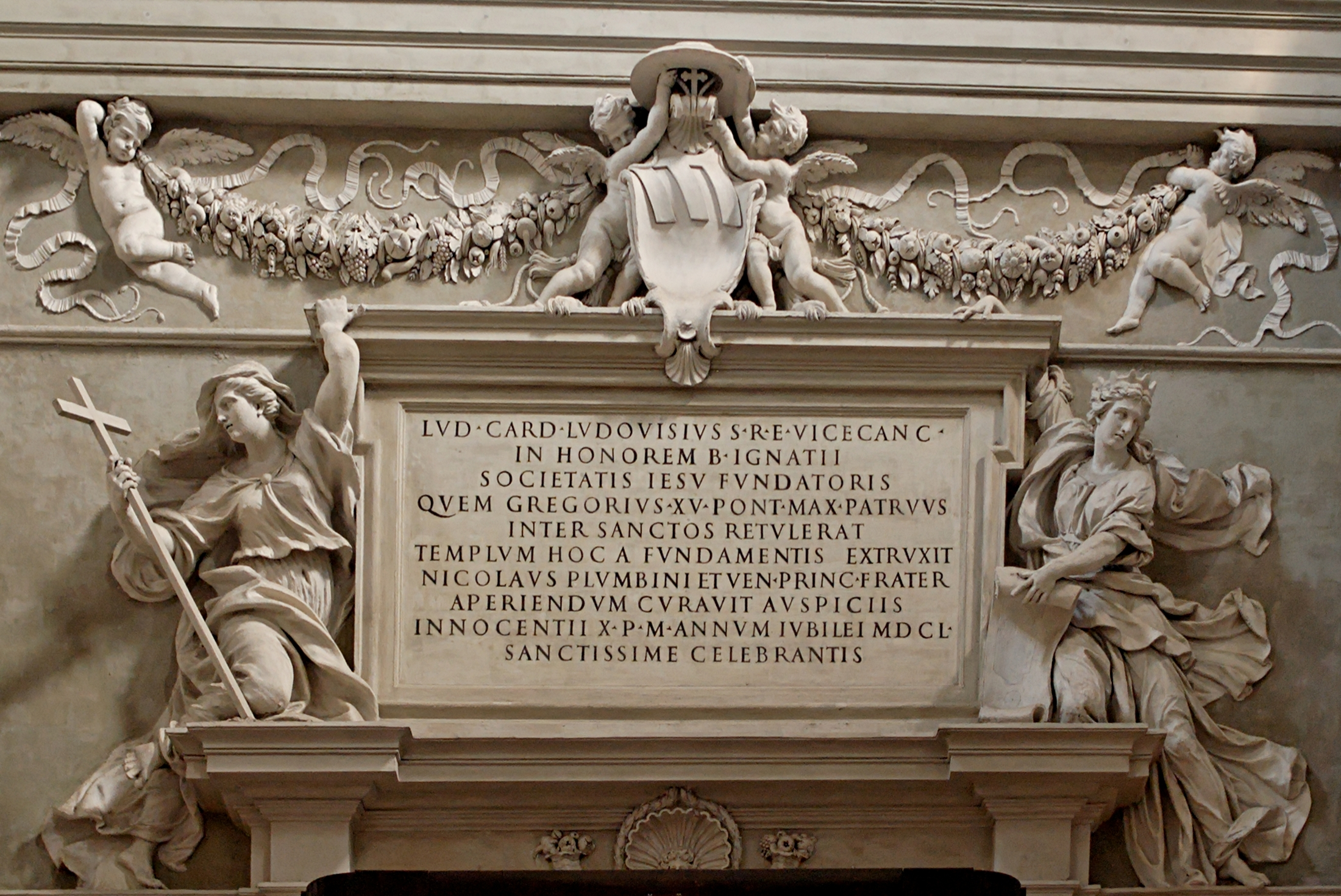
L'iscrizione di dedica a sant'Ignazio

La chiesa fu costruita nel 1626 sull'antica chiesa dell'Annunziata che era divenuta troppo piccola per l'afflusso degli studenti del Collegio Romano. I lavori cominciarono nel 1626 e fu dedicata a Ignazio di Loyola, fondatore della Compagnia di Gesù, che era stato canonizzato il 12 marzo 1622.
Grande mecenate dell'opera fu il vescovo Ludovico Ludovisi, nipote di papa Gregorio XV, che era deceduto nel 1623 ed aveva canonizzato Ignazio di Loyola. L'edificio è stato più volte attribuito a vari architetti, che hanno operato nella prima metà del XVII secolo a Roma: Domenichino, Girolamo Rainaldi, Alessandro Algardi (a quest'ultimo viene comunque attribuita la maestosa facciata).
La devozione del cardinale Ludovisi alla Compagnia risaliva agli anni di scuola, ed egli volle che l'edificio, per il quale versò subito 100.000 scudi, «...per l'ampiezza e bellezza fosse inferiore a pochi». Ma la sua prima mossa non fu fortunata; il progetto riguardava un'area vicina al noviziato di Sant'Andrea e il papa subito obiettò che l'altezza del nuovo edificio gli avrebbe impedito la vista del Quirinale. Il cardinale dovette in tal modo spostarne il luogo nei pressi del Collegio Romano, l'istituto dei Gesuiti nel centro di Roma. Da allora in poi furono gli stessi Gesuiti a creargli delle difficoltà.

Le condizioni della Compagnia erano cambiate notevolmente rispetto ai tempi in cui essa aveva dovuto accettare supinamente le disposizioni del potente cardinale Farnese, e lo stesso cardinale Ludovisi chiariva che la sua ammirazione per i Gesuiti era dovuta almeno in parte alla «...potenza et autorità c'hanno quasi con tutti i Prencepi». Ora toccava a lui personalmente misurarsi con questo potere, per quanto la sua attività al riguardo risulti alquanto oscura, dalle vaghe allusioni degli autori contemporanei. Tutte le fonti concordano nel dire che il cardinale Ludovisi bandì un concorso per la nomina dell'architetto, e che tra coloro che presentarono dei disegni era anche il Domenichino, suo particolare protetto: a questo punto comincia il mistero. Stranamente reticente è il Passeri, grande amico dell'artista: «Domenico, tra gli altri, concorse alla ventura; ma Iddio sa qual fine sortì, e di questo è superfluo il parlarne». Molto più esplicito è viceversa il Bellori. Egli dice che il Domenico eseguì parecchi disegni per il cardinale Ludovisi, ma che in seguito andarono a trovarlo i Gesuiti «...e gli dissero che non si affaticasse; perché volevano seguitare la forma della loro Chiesa del Gesù, come la prima, e la più bella, che era servita di esempio, e di modello all'altre chiese: rispose il Domenico che si contentassero di haver due modelli, e che egli avrebbe proposto il secondo; ma il tutto fu vano». Infine l'incarico fu dato al padre gesuita Orazio Grassi, architetto, matematico e astronomo, famoso per essere stato avversario di Galileo Galilei. Una nota del XVIII secolo ci dice che Domenichino si ritirasse irosamente dall'intera faccenda, allorché il Grassi combinò insieme i due disegni ch'egli aveva presentato e che erano stati fermamente censurati dai Gesuiti. Le fonti di parte gesuita, viceversa, non fanno menzione del Domenichino, limitandosi a dire che fu il cardinale Ludovisi a scegliere il progetto del Grassi tra tutti quelli sottopostigli. Evidentemente le pressioni devono essere state molto forti. Per quanto Ludovisi continuasse, durante i pochi anni di vita che gli rimasero, ad interessarsi alla costruzione, insistendo anzi perché venisse nominata una commissione di architetti, tra i quali il pittore Domenichino e Carlo Maderno, con l'incarico di esaminare da vicino i progetti del Grassi, i fatti fanno supporre ch'egli non esercitasse alcun reale controllo, limitandosi la sua attività alla funzione di finanziatore: uno dei suoi ultimi atti, prima di morire, fu quello di lasciare alla Compagnia un'ulteriore somma di 100.000 ducati.

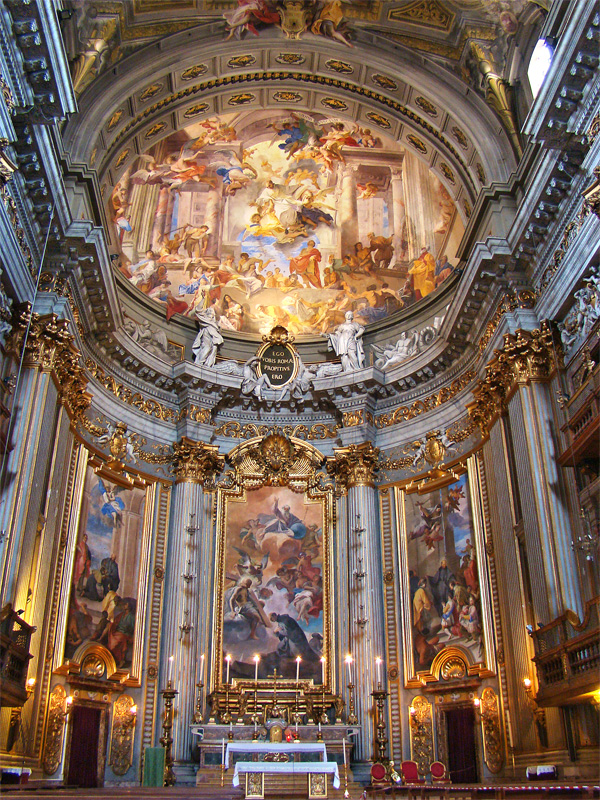
L'abside

Il nuovo edificio doveva servire agli studenti del Collegio Romano, e non al pubblico culto, per cui la decorazione delle cappelle laterali non aveva potuto essere affidata alle famiglie patrizie romane, sicché se ne erano assunti il compito i Gesuiti stessi. Stando così le cose, occorreva fare economia e la Compagnia pensò bene di seguire la politica solita in simili circostanze, ricorrendo ad un suo stesso membro: Pierre de Lattre, di St. Omer, entrato nel noviziato di Sant'Andrea nel 1626. Questi eseguì tutti i dipinti che a quell'epoca si potevano vedere nella chiesa e nella sacrestia della Chiesa. Affrescò la volta della sacrestia, completò sei dipinti per le cappelle laterali ed eseguì illusionisticamente in pittura un finto altare sulla parete interna dell'abside. Da quel poco che è rimasto delle sue opere non è difficile capire ch'egli era artista del tutto insignificante.
Nel 1640, il tempio risultava ancora incompiuto. Una volta ancora i Gesuiti si vedevano superare dai loro rivali, gli Oratoriani, che facevano eseguire due opere assai importanti per i successivi sviluppi dell'arte barocca, un affresco di Pietro da Cortona sul soffitto della sacrestia della loro chiesa ed un edificio del Borromini destinato alla funzione di biblioteca e di sala da concerti per le esecuzioni di musica religiosa per cui erano tanto famosi.
Per quanto riguarda, invece, il Grassi, questi fu per molto tempo anche direttore dei lavori; gli subentrò un altro gesuita, il Sasso, che ne continuò l'opera apportando tuttavia, alcune modifiche al disegno originale.

## Descrizione

### Esterno
La facciata della chiesa è strutturata su due ordini, l'inferiore e il superiore. Nella parte inferiore sono collocate tre aperture che permettono l'accesso all'edificio; queste porte sono sormontate da timpani curvilinei impreziositi da raffinati festoni; in particolare è sottolineata la porta centrale, affiancata da due grandi colonne con capitelli corinzi. Nella parte superiore, allineata con la porta centrale, vi è una gran finestra che permette alla luce di entrare nella chiesa illuminando la navata. Sempre nella parte superiore, alle estremità di entrambi i lati, sono da notare le grandi volute riverse, molto simili a quelle ideate dalla genialità di Leon Battista Alberti per la basilica di Santa Maria Novella a Firenze.

### Interno

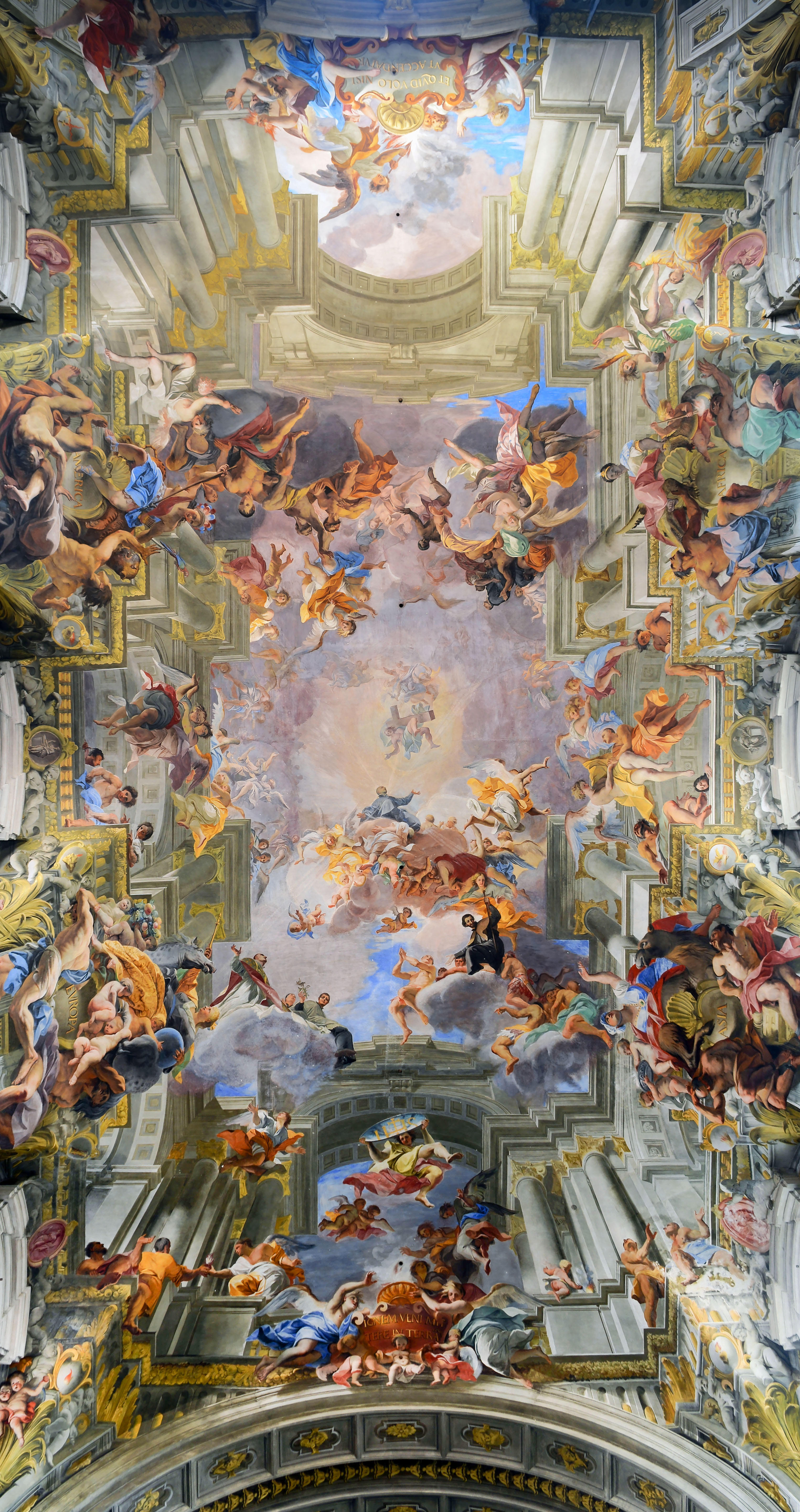
Gloria di Sant'Ignazio (1685) quadratura di Andrea Pozzo

Lunga 81,5 m e larga 43 m, la chiesa ha la forma di croce latina, con presbiterio absidato e sei cappelle laterali, tre a sinistra e tre a destra.

#### Gli affreschi di Andrea Pozzo
La chiesa è molto nota per le quadrature di Andrea Pozzo (1685). Quando si osserva in alto, stando in piedi nel punto marcato a terra da un disco dorato posto nel pavimento della navata, si può ammirare la simulazione prospettica di un secondo tempio, sovrapposto al primo, quello reale della chiesa; quest'architettura simulata, in prospettiva "da sott'in su", è articolata su due ordini, uno inferiore e uno superiore, e con un sinuoso movimento di colonne, archi e trabeazioni, si protende verso l'alto dove, in una luce aurea, è raffigurata la Gloria di sant'Ignazio, con Cristo che manifesta lo stendardo della croce. Dal costato del Cristo s'irradia un fascio di luce che illumina Ignazio, dal quale a sua volta, si diparte verso quattro figure allegoriche intorno a lui che rappresentano i quattro continenti allora conosciuti.
Un altro segno nel pavimento, un po' più avanti verso l'altare, contrassegna il punto per l'osservazione ideale di una seconda tela prospettica, sopra la crociera, che riproduce l'immagine di una cupola. Infatti, la maestosa cupola in muratura prevista dal progetto, forse per motivi economici, non venne mai realizzata. Si dice anche che siano stati gli abitanti del luogo a non desiderare una cupola troppo grande che oscurasse loro il sole.
Oltre a questi capolavori di pittura prospettica, sono da notare le sei cappelle situate lungo le navate laterali che, con elegante proporzione e sontuosità, rendono l'intero impianto architettonico più completo e armonioso.
Nell'abside sono rappresentate le Scene dalla vita di Sant'Ignazio, dipinte da Andrea Pozzo tra il 1685 e il 1688: al centro La visione di sant'Ignazio alla Storta, nel catino absidale Sant'Ignazio guarisce gli appestati, nella volta la Difesa di Pamplona, in cui Ignazio fu ferito. Nella calotta dell'abside Andrea Pozzo mise in opera un altro dei suoi virtuosismi prospettici: riuscì infatti a rappresentare un'architettura fittizia con quattro colonne dritte in una superficie concava. Successivamente, tra il 1698 e il 1701, Andrea Pozzo dipinse nella parete sinistra dell'abside la Missione di San Francesco Saverio nelle Indie, mentre nella parete destra realizzò Sant'Ignazio accoglie San Francesco Borgia nella Compagnia di Gesù.

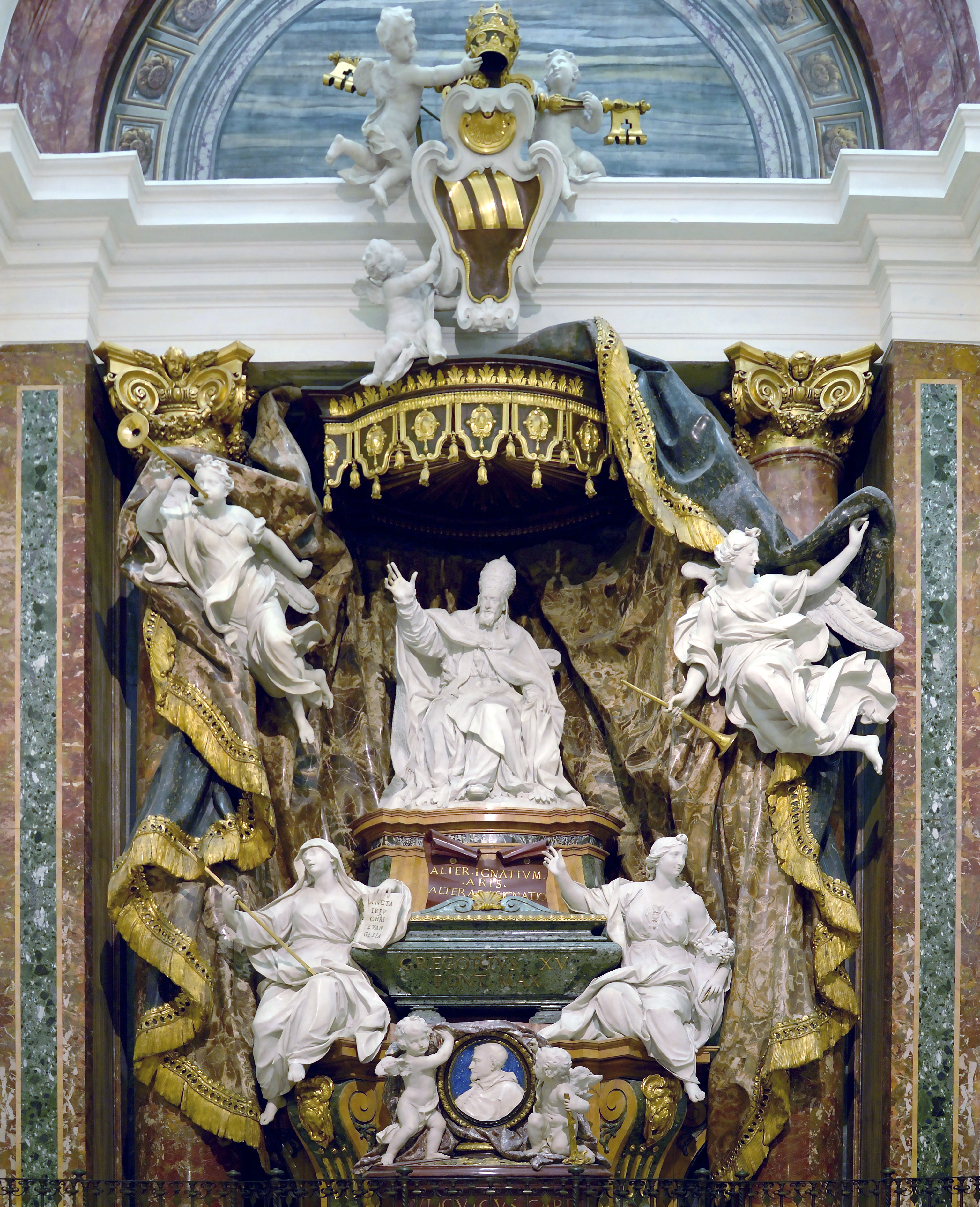
Cappella Ludovisi e tomba di Gregorio XV

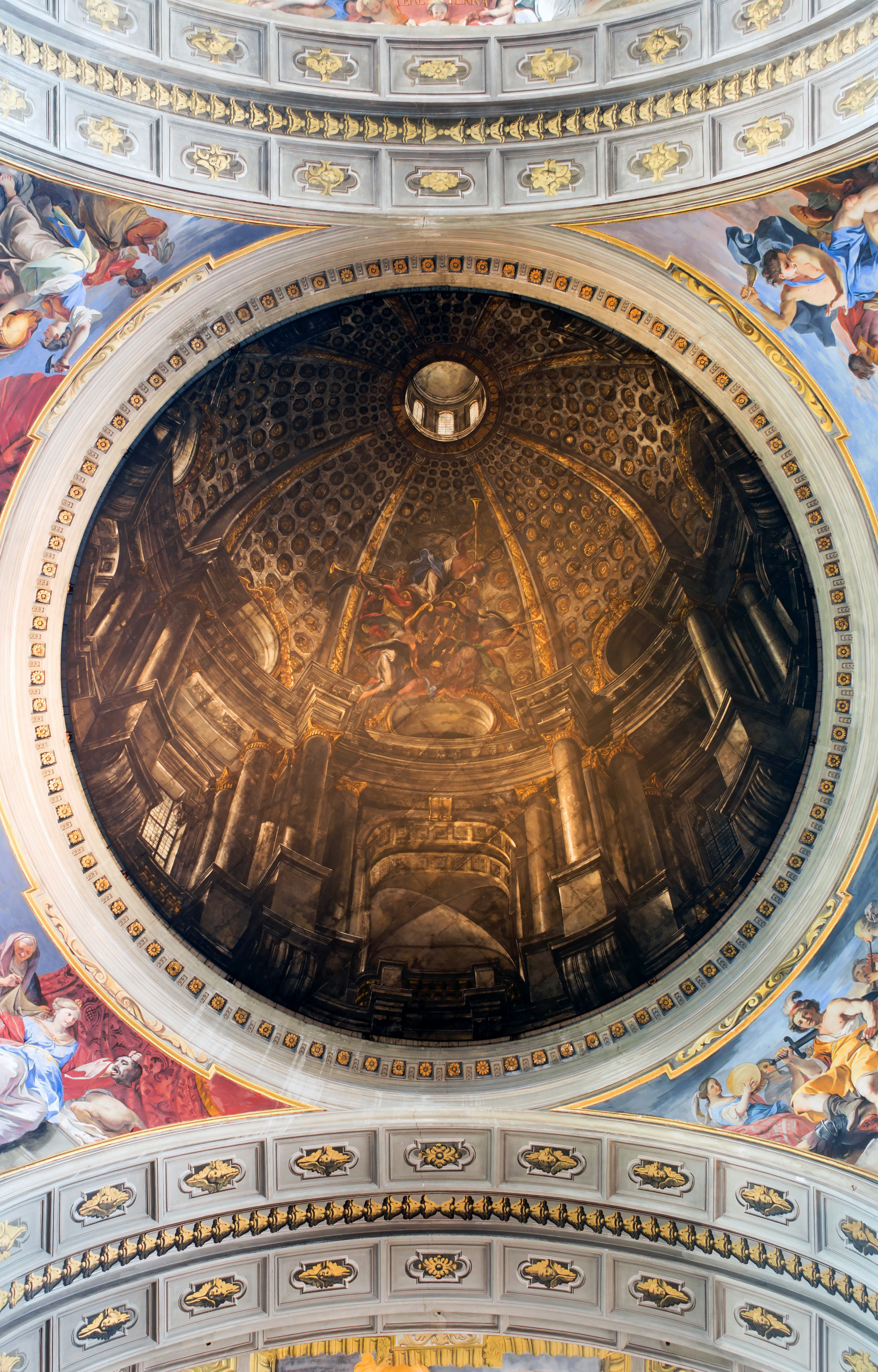
La "falsa" cupola nell'affresco di Andrea Pozzo (1685)

Da segnalare sono anche diverse altre opere d'arte: nella controfacciata le due statue in stucco raffiguranti la Religione e la Magnificenza di Alessandro Algardi, nella seconda cappella a destra (cappella Sacripante), disegnata da Nicola Michetti, la solenne pala con il Transito di San Giuseppe di Francesco Trevisani, l'altare del transetto destro, di Andrea Pozzo, con il rilievo del San Luigi Gonzaga di Pierre Legros (a cui corrisponde, nel transetto sinistro, quello dell'Annunziata, di Filippo Valle). Ai lati del presbiterio, sulla destra, vi è la cappella Ludovisi con il monumento sepolcrale di papa Gregorio XV di Pierre Legros e quattro statue in stucco con le Virtù, di Camillo Rusconi; nel corrispondente spazio di sinistra, che dà accesso alla sacrestia, è invece collocata la colossale statua in gesso di Sant'Ignazio, sempre opera del Rusconi e modello di quella eseguita in marmo per la basilica vaticana.

#### Sepolture
Nell'edificio si conservano i corpi di diversi santi della Compagnia di Gesù: Luigi Gonzaga, Roberto Bellarmino, Giovanni Berchmans. Un altro corpo conservato in sant'Ignazio è quello di padre Felice Maria Cappello (1879 - 1962) soprannominato "il confessore di Roma", Gesuita e docente alla Pontificia Università Gregoriana; di lui è aperta la causa di beatificazione.

### Organo a canne
Nella chiesa si trova un organo costruito dalla Pontificia Fabbrica d'organi Tamburini di Crema nel 1935 in sostituzione di un altro precedente ampliato nel 1905-1906 da Carlo Vegezzi-Bossi; quest'organo era stato costruito nel 1888 dall'organaro Pacifico Inzoli su ispirazione del nuovo organo Morettini di San Giovanni in Laterano e contava 37 registri dislocati su 3 tastiere e pedaliera. Lo strumento attuale, collocato sulle due pareti laterali dell'abside sopra apposite cantorie con balaustrate barocche, è a tre tastiere e pedaliera concavo-radiale e conta 53 registri.

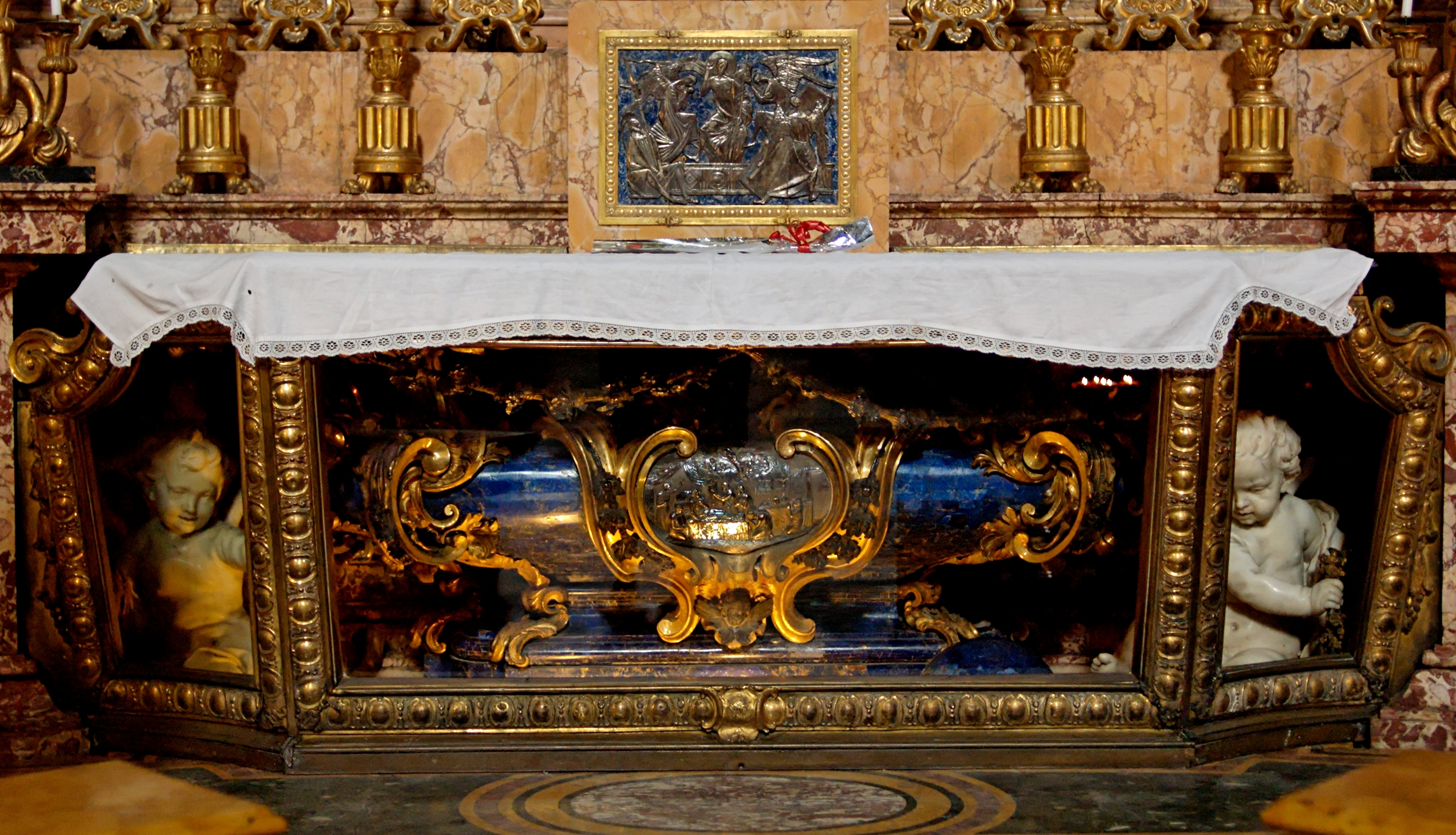
La tomba di San Luigi Gonzaga